# Robert Chrząszcz

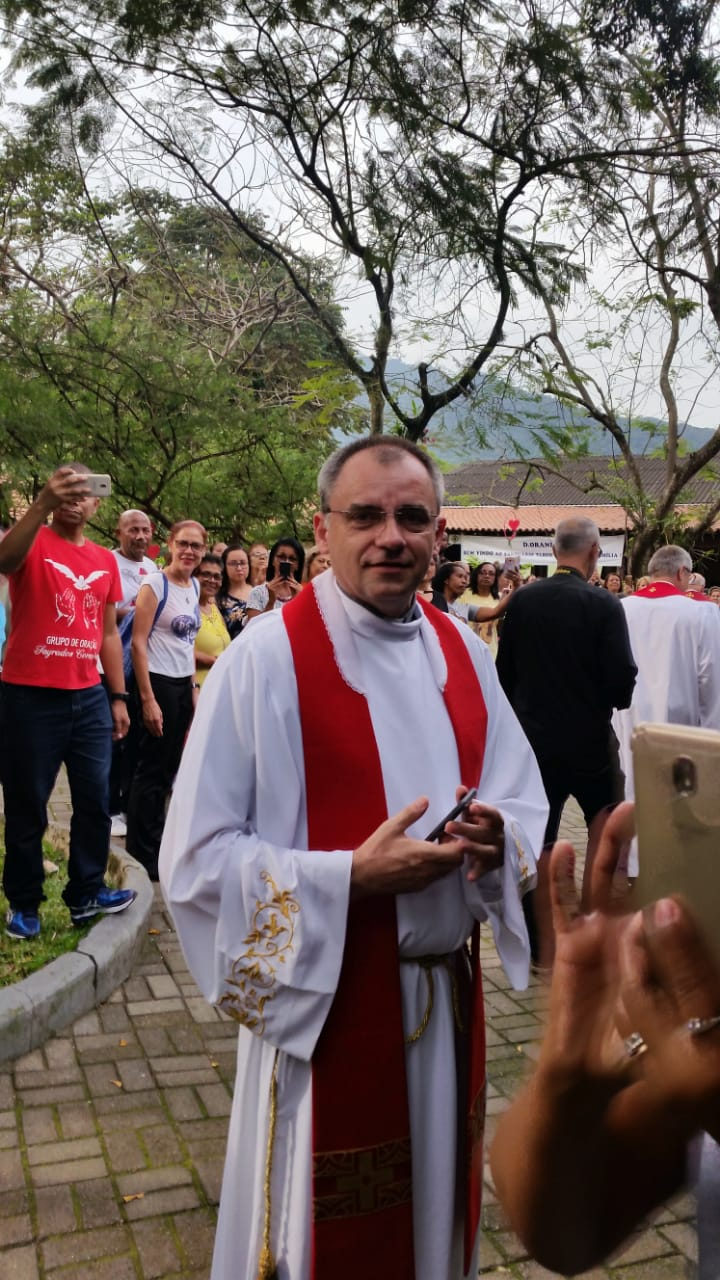
Robert Chrząszcz (2018)

Bischofswappen von Robert Chrząszcz

Robert Józef Chrząszcz (* 7. Oktober 1969 in Wadowice) ist ein polnischer römisch-katholischer Geistlicher und Weihbischof in Krakau.

## Leben
Robert Chrząszcz besuchte das Kleine Seminar der Minoriten in Kalwaria Zebrzydowska, bevor er in das Priesterseminar des Erzbistums Krakau eintrat. Von 1988 bis 1994 studierte Chrząszcz Philosophie und Katholische Theologie an der Päpstlichen Theologischen Akademie in Krakau. Er wurde am 8. Mai 1993 zum Diakon geweiht und empfing am 14. Mai 1994 in der Wawel-Kathedrale durch den Erzbischof von Krakau, Franciszek Kardinal Macharski, das Sakrament der Priesterweihe.
Nach der Priesterweihe war Robert Chrząszcz Pfarrvikar der Pfarreien Zesłania Ducha Świętego (1994–1999) und Matki Bożej Różańcowej (1999–2005). 2005 ging er als Fidei-donum-Priester nach Brasilien, wo er zunächst als Pfarradministrator im Erzbistum São Sebastião do Rio de Janeiro tätig war. 2008 wurde Chrząszcz Pfarrer der Pfarrei Santa Luzia. Daneben war er von 2009 bis 2014 Dechant des Dekanats II des Vikariats Jacarepaguá. Seit 2019 war Robert Chrząszcz Bischofsvikar des Vikariats Jacarepaguá, Pfarrer der Pfarrei São Pedro do Mar in Rio de Janeiro sowie Koordinator der erzbischöflichen Kommission für die Ministranten und Akolythen.
Am 11. November 2020 ernannte ihn Papst Franziskus zum Titularbischof von Forconium und zum Weihbischof in Krakau. Der Erzbischof von Krakau, Marek Jędraszewski, spendete ihm am 6. Februar 2021 in der St.-Johannes-Paul-II.-Kirche in Krakau die Bischofsweihe; Mitkonsekratoren waren der Apostolische Nuntius in Polen, Erzbischof Salvatore Pennacchio, und der emeritierte Erzbischof von Krakau, Stanisław Kardinal Dziwisz. Als Wahlspruch wählte er die Worte Christo portas aperite („Öffnet die Tore für Christus!“) aus der Predigt von Johannes Paul II., die er am 22. Oktober 1978 anlässlich des Beginns seines Pontifikats hielt.